# یونسوو
یونسوو (انگلیسی: Yunusovo) یک شهرک در شهرستان کیگینسکی استان باشقیرستان کشور روسیه است.